# Família (música)

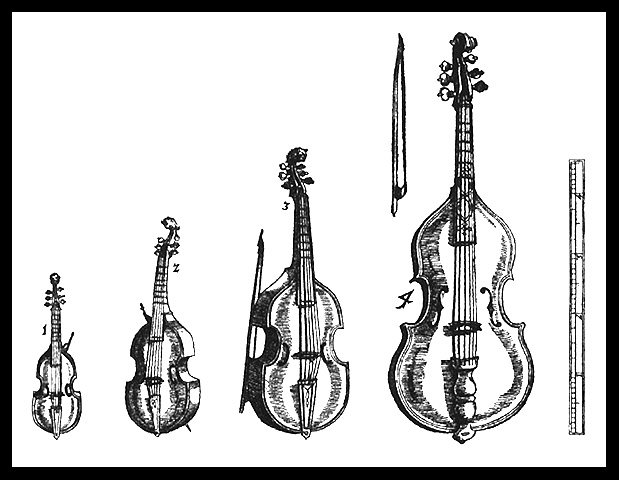
Família de violes d'arc segons una il·lustració del ‘Syntagma Musicum’ de Praetorius (1618)

Una família d'instruments és un grup d'instruments de característiques idèntiques o molt semblants però construïts en mides diferents, la qual cosa fa que sonin en tessitures també diferents, essent de so més agut els més petits, i de so més greu els de mida més gran.
Així, per exemple, hom es pot referir a la família de la corda per referir-se als cordòfons en oposició a –per exemple- els aeròfons. Però també és habitual trobar referències a la família de la corda fregada per referir-se als  instruments de corda fregada per a separar-los –per exemple- dels de  corda polsada. A un nivell encara més alt de concreció, es troben sovint referències a la família dels llaüts per a referir-se als instruments amb caixa de ressonància i mànec bo i distingint-los de la família de les arpes o de la de les cítares; i, encara, dins d'aquesta, hom es pot referir a la família del violí en oposició a la de les violes d'arc que tenen uns trets morfològics prou diferenciats.
És en aquest darrer sentit que adquireix plena validesa el concepte de família aplicat als instruments que –sobretot en el Renaixement- van desenvolupar exemplars de mides i tessitures diferents per tal de poder interpretar polifònicament amb una gran unitat tímbrica. Probablement els casos de les flautes de bec i de les violes d'arc siguin els més coneguts i difosos, a més del dels cromorns i el de les xeremies. La viola i el violoncel (però no el contrabaix, estrictament parlant) completarien la família del violí. L'oboè d'amore i el corn anglès completen la família de l'oboè, si bé les diferències morfològiques entre l'oboè i el corn anglès farien que alguns excloguessin aquest últim de la família; semblantment, també el clarinet o el trombó han donat lloc a les seves respectives famílies, tot i que en alguns casos de pocs membres. En temps més moderns, el cas més clar d'instrument que s'ha difós en forma de família i no pas d'un sol instrument ha estat el saxòfon.

## Galeria d'imatges

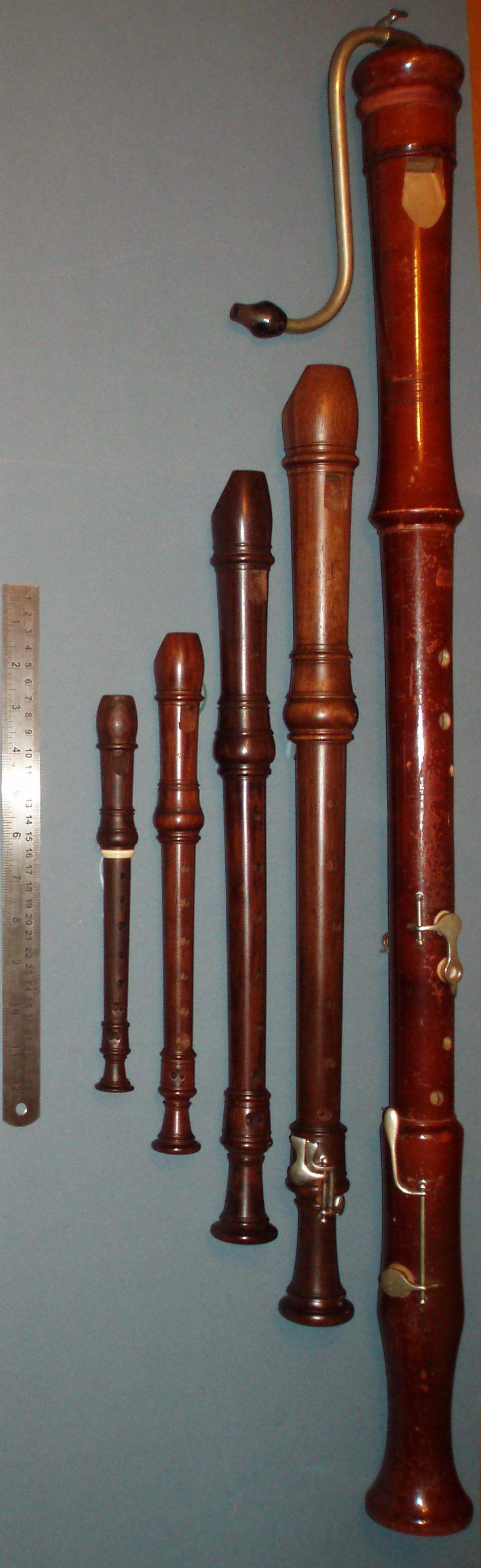
Flautes de bec de mides i tessitures diferents, configurant una família
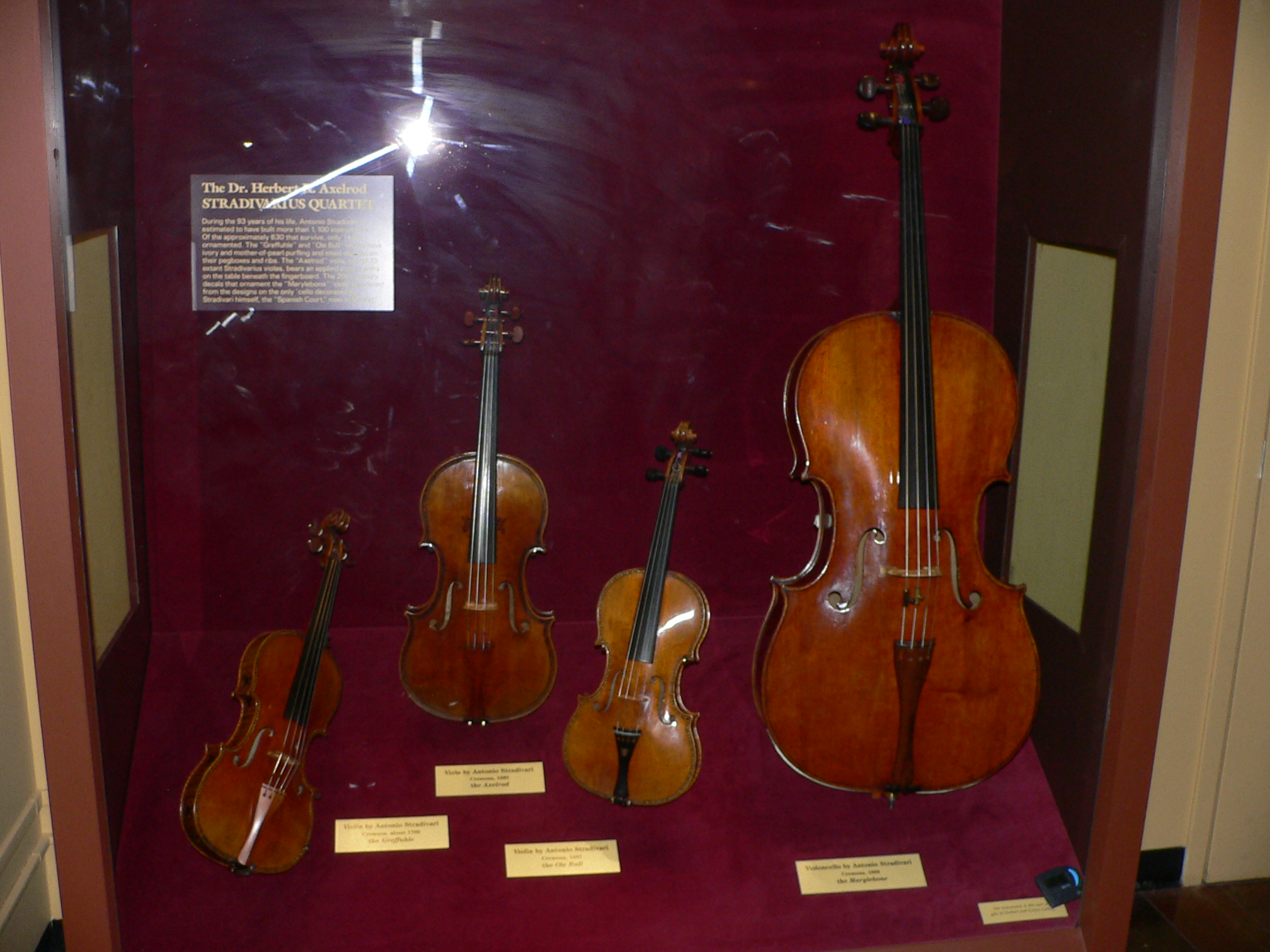
Dos violins, una viola i un violoncel construïts per Antonio Stradivari
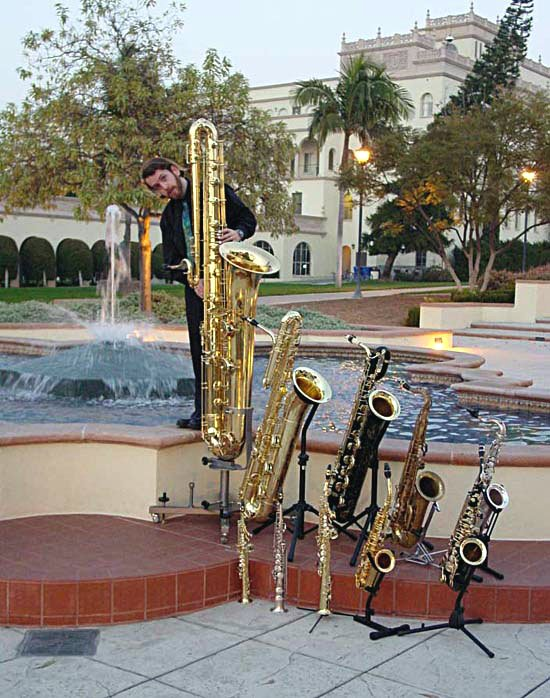
Família completa de saxòfons, incloent alguns membres usats només molt rarament
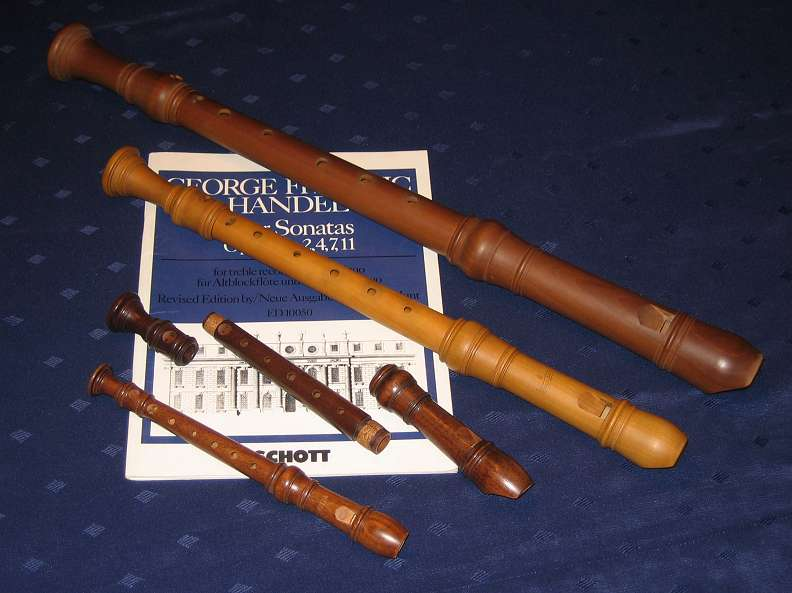
Diversos membres de la família de la flauta de bec